# Паласио, Ракель
Ракель Харамильо Паласио (исп. Raquel Jaramillo Palacio, 13 июля 1963, Куинс, Нью-Йорк), публикующаяся под инициалами Р. Х. Паласио (исп. R. J. Palacio) — американская писательница и графический дизайнер, дочь родителей колумбийского происхождения.

## Биография
Ракель Паласио родилась в 1963 году. Училась в Американском университете Парижа и Parsons School of Design.
Автор нескольких романов-бестселлеров для подростков, в том числе «Урок для Августа» («Чудо»), по которому позднее был снят одноименный фильм, премьера которого состоялась в ноябре 2017 года. 
В настоящее время живёт в Нью-Йорке вместе со своим мужем и двумя сыновьями: Калебом и Джозефом.